# Armi leggere moderne russe
Di seguito si espone una lista di armi leggere moderne russe che erano in dotazione a forze armate o di polizia nel 2016:

## Rivoltelle e pistole

### Rivoltelle
| Arma                            | Calibro                                | In servizio                                                        | Varianti | Foto                                                                               | Paese         |
| ------------------------------- | -------------------------------------- | ------------------------------------------------------------------ | -------- | ---------------------------------------------------------------------------------- | ------------- |
| Nagant M1895 revolver a 7 colpi | 7,62 × 38 mm R Nagant (7,62 mm Nagant) | 1895–oggi ancora in uso presso alcune forze di polizia e sicurezza |          | A Nagant M1895 produced in 1941 by the Tula Arsenal with its 7.62×38mmR ammunition | Russia Belgio |

### Semiautomatiche
| Arma                          | Calibro                                                         | In servizio | Varianti | Foto           | Paese                   |
| ----------------------------- | --------------------------------------------------------------- | --- | --- | -------------- | ----------------------- |
| Tokarev TT-33                 | 7,62 × 25 mm Tokarev                                            | 1930–oggi presso alcune forze di riserva e portata da ufficiali delle forze armate                                                         | TT-30 TT-33 1933 K54 (clone vietnamita) M48 (modifica ungherese) PW wz. 33 (clone polacco) Type 54 (clone cinese) Type 68 (clone nordcoreano) TTC (clone romeno) Zastava M57 (clone jugoslavo) | TT pistol      | Unione Sovietica        |
| Pistolet Makarova             | 9 x 18 mm Makarov                                               | 1951–oggi ancora ampiamente usata da polizia, forze armate e di sicurezza                                                                  | IZh-70, IZh-71, MP-71 varianti commerciali: - 9×18mm Makarov, .380 ACP - PB (pistol) (9 × 18mm Makarov) silenziata - PMM (9 × 18 mm Makarov) versione ammodernata - OTs-35 (9 × 18 mm Makarov) compensatore aggiunto (aggiornamento per PM normali) - TKB-023 (9 × 18 mm Makarov) variante sperimentale con telaio in polimeri, primi anni 1960 - Baikal-442 (9 × 18 mm Makarov) versione sportiva da esportazione | Makarov pistol | Russia Unione Sovietica |
| PSM                           | 5,45 × 18 mm                                                    | 1973–oggi ancora distribuita ad autorità governative di alto rango, forze di polizia, militari e di sicurezza                              | IZh-75 (commerciale) Baikal-441 (.25 ACP) | PSM pistol     | Russia Unione Sovietica |
| P-96                          | 9 × 19 mm Parabellum (9 × 18 mm Makarov)                        | anni 2000–oggi | P-96S (9 × 17 mm) | P-96M          | Russia                  |
| OTs-27 Berdysh                | 9 × 18 mm Makarov (9 × 19 mm Parabellum) (7,62 × 25 mm Tokarev) | 1994–oggi usata come pistola d'ordinanza del Ministero degli affari interni ed altre forze di polizia                                      | Ots-27 (9 × 18 mm Makarov) OTs-27-2 (9 × 19 mm Parabellum) Ots-27-7 (7,62 × 25 mm Tokarev) | OTs-27 Berdysh | Russia                  |
| OTs-33 Pernach                | 9 × 18 mm Makarov                                               | 1996-oggi progettata per sostituire la Stechkin APS presso vari reparti OMON, il Ministero russo dell'interno, ed altre unità paramilitari | |                | Russia                  |
| GSh-18                        | 9 × 19 mm Parabellum                                            | 2000–oggi una delle pistole standard per tutti i rami delle forze armate russe                                                             | | GSh-18         | Russia                  |
| MP-443 Grach Pistola Yarygin  | 9 × 19 mm Parabellum                                            | 2003–oggi una delle pistole standard per tutti i rami delle forze armate russe                                                             | 6P35 Yarygin (prototipo) 9 × 19 mm Parabellum MP-446 Viking (commerciale) 9 × 19 mm Parabellum MP-446C (variante sportiva) 9 × 19 mm Parabellum | MP-443         | Russia                  |
| SR-1 Vektor Pistola Serdyukov | 9 × 21 mm Gyurza                                                | 2003–oggi pistola utilizzata in piccola tiratura dagli spetsnaz                                                                            | SR-1M SR-1MP | SR-1M          | Russia                  |
| Udav                          | 9 × 21 mm Gyurza                                                | 2019-oggi ha superato le prove ufficiali nel gennaio 2019, venendo approvata per l'adozione da parte dell'esercito russo                   | |                | Russia                  |
| Poloz                         | 9 × 19 mm Parabellum                                            | 2020–oggi versione compatta della pistola Udav, concepita principalmente per la polizia russa                                              | |                | Russia                  |
| Lebedev pistol                | 9 × 19 mm Parabellum +P                                         | Nel 2021 era stata annunciata l'imminente distribuzione a vari corpi armati governativi russi                                              | PL-14 (prototipo) PL-15 (dimensioni regolari) PL-15K (compatta) | PLK            | Russia                  |

### Uso speciale
| Arma                                                                            | Calibro           | In servizio                                                    | Varianti | Foto | Paese            |
| ------------------------------------------------------------------------------- | ----------------- | -------------------------------------------------------------- | --- | ---- | ---------------- |
| Stechkin APS pistola mitragliatrice Stechkin a fuoco selettivo                  | 9 × 18 mm Makarov | 1951–oggi                                                      | AO-44 / APB (varianti con silenziatore collegabile e calciolo in acciaio)                                                        |      | Unione Sovietica |
| SPP-1 (pistola subacquea)                                                       | 4,5 × 39 mm       | 1971–oggi                                                      | SPP-1M (modello aggiornato) |      | Unione Sovietica |
| OTs-38 Stechkin rivoltella con silenziatore incorporato                         | 7,62 × 42 mm SP-4 | 2002–oggi                                                      | |      | Russia           |
| PSS pistola con silenziatore incorporato, detta anche "Vul" ("wool" in inglese) | 7,62 × 42 mm SP-4 | 1983–oggi ha sostituito tutte le precedenti pistole silenziate | PSS-2 (JPG). URL consultato il 2 ottobre 2023 (archiviato dall'url originale il 4 marzo 2016). (ammodernata; 7,62 × 45 mm SP-16) |      | Unione Sovietica |
| NRS-2 NR-2 (kit di sopravvivenza in luogo della pistola)                        | 7,62 × 42 mm SP-4 | 1986–oggi                                                      | NRS (variante iniziale; 7.62×35mm SP-3) coltello / pistola silenziata a colpo singolo concepito per integrare la PSS             |      | Unione Sovietica |

## Mitra
| Arma                                                                | Calibro              | In servizio                                                                    | Varianti | Foto                  | Paese  |
| ------------------------------------------------------------------- | -------------------- | ------------------------------------------------------------------------------ | --- | --------------------- | ------ |
| PP-19 Bizon                                                         | 9 × 18 mm Makarov    | 1996–oggi                                                                      | Bizon-2 (variante migliorata): 2 (9 × 18 mm Makarov) 2B (configurazione con silenziatore aggiunto) 2-01 (9 × 19 mm Parabellum) 2-02 (.380 ACP) 2-03 (silenziatore incorporato) 2-07 (7,62 × 25 mm Tokarev, caricatore a scatola) Bizon-3 (variante migliorata) | caricatore elicoidale | Russia |
| SR-2 Veresk                                                         | 9 × 21 mm Gyurza     | 1999–oggi                                                                      | SR-2M |                       | Russia |
| Vityaz-SN variante Kalashnikov a otturatore chiuso e massa battente | 9 × 19 mm Parabellum | anni 1990–oggi mitra standard per tutti i rami di forze armate e polizia russe | Vityaz-SN |                       | Russia |
| PP-2000                                                             | 9 × 19 mm Parabellum | 2008–oggi mitra standard per tutti i rami delle forze di polizia               | PP-2000 |                       | Russia |
| PP-91 KEDR                                                          | 9 × 18 mm Makarov    | 1994–oggi usato da componenti del Ministero degli interni                      | PP-71 (prototipo) PP-90-01 (variante con silenziatore incorporato) PP-9 "Klin" (1996–2002 per MVD 9 × 18 mm PMM) |                       | Russia |
| PPK-20                                                              | 9 × 19 mm Parabellum |                                                                                | |                       |        |

### Uso speciale
| Arma                                                | Calibro              | In servizio                 | Varianti | Foto | Paese                   |
| --------------------------------------------------- | -------------------- | --------------------------- | -------- | ---- | ----------------------- |
| PP-90 mitra pieghevole                              | 9 × 18 mm Makarov    | Anni 1990 usato da MVD      |          |      | Russia Unione Sovietica |
| PP-90M1 mitra con caricatore elicoidale da 64 colpi | 9 × 19 mm Parabellum | Anni 1990 usato da Spetsnaz |          |      | Russia                  |
| OTs-02 Kiparis mitra con caricatore da 30 colpi     | 9 × 18 mm Makarov    | 1991–oggi                   |          |      | Unione Sovietica        |

## Fucili a canna liscia/pompa
| Arma                                                                         | Calibro                                                       | In servizio                                                                | Varianti | Foto | Paese                   |
| ---------------------------------------------------------------------------- | ------------------------------------------------------------- | -------------------------------------------------------------------------- | --- | ---- | ----------------------- |
| RMB-93 fucile a pompa                                                        | calibro 12 gauge                                              | 1993 usato da polizia russa ed altre forze di polizia                      | |      | Russia                  |
| Saiga-12 fucile a pompa automatico                                           | calibri gauge: 12, 16, 20, .410                               | Fine anni 1990 usato dalle forze armate russe                              | |      | Russia                  |
| KS-23 carabina speciale                                                      | 23 mm                                                         | 1970–oggi, usato da MVD e Guardia di Frontiera                             | |      | Russia Unione Sovietica |
| MTs255 fucile a canna liscia 5 colpi, meccanismo a rivoltella, doppia azione | calibri: 12 gauge, 20 gauge, 28 gauge, 32 gauge, e 410 "bore" | 1993 usato da polizia russa, forze armate russe e altre forze di sicurezza | MTs255 (МЦ255) – versione civile, con calcio e cassa fissi, di legno. Disponibile nei calibri 12, 20, 28 e 32 gauge; .410 bore. MTs255-12 (МЦ255-12) – versione da polizia (per munizioni 12/70 e 12/76), concepita per forze di polizia e società di guardie giurate, si distingue per accessori in plastica nera, calcio pieghevole e slitta Picatinny per collegare congegni di mira. |      | Russia Unione Sovietica |

## Fucili a canna rigata

### Otturatore girevole-scorrevole
| Arma                                                         | Calibro | In servizio | Varianti | Foto  | Paese                         |
| ------------------------------------------------------------ | --- | --- | --- | ----- | ----------------------------- |
| Mosin-Nagant "fucile da 3 linee modello 1891" "fucile Mosin" | 7,62 × 54 mm R | 1891–oggi ancora usato da alcune milizie fucile di precisione comunemente usato da tiratori scelti di polizia e forze armate | 1891 fanteria 1891 dragoni 1891 cosacchi 1891/1910 1891/1930 1891/1952 tiratori scelti KGB 1907 carabina 1938 carabina 1944 carabina                           |       | Impero russo Unione Sovietica |
| SV-98                                                        | 7,62 × 51 mm NATO 7,62 × 54 mm R .338 Lapua Magnum | 2003–oggi | Ammodernato | SV-98 | Russia                        |
| Fucile di precisione VKS                                     | 12,7 × 55 mm STs-130 | 2004–oggi | Sono in fase di distribuzione alcune varianti |       | Russia                        |
| Fucile di precisione Lobaev                                  | .338 Federal (.308 Winchester) .408 Cheyenne Tactical .300 Winchester Magnum .338 Lapua Magnum 6,5 × 47 mm Lapua 6,5-284 Norma .40 Lobaev Whisper .375 Cheyenne Tactical | 2010–oggi | La variante SVL in calibro .408 Cheyenne Tactical è usata dal Servizio federale di protezione (FSO). Altre varianti: OVL, SVLK-14S, SVLK-14M, DXL, TSVL e DVL. |       | Russia Emirati Arabi Uniti    |
| Orsis T-5000                                                 | 7,62 × 51 mm NATO (.308 Winchester) .300 Winchester Magnum .338 Lapua Magnum 6,5 × 47 mm Lapua .375 H&H Magnum .260 Remington                                            | 2017–oggi | Sono in fase di distribuzione alcune varianti |       | Russia                        |

### Semiautomatici
| Arma                                  | Calibro        | In servizio                                                                              | Varianti                                                                           | Foto | Paese            |
| ------------------------------------- | -------------- | ---------------------------------------------------------------------------------------- | ---------------------------------------------------------------------------------- | ---- | ---------------- |
| SKS / carabina semiautomatica Simonov | 7,62 × 39 mm   | 1945–oggi ancora usata da alcune forze di polizia e milizie, anche come fucile da parata |                                                                                    | SKS  | Unione Sovietica |
| SVD Dragunov                          | 7,62 × 54 mm R | 1963–oggi                                                                                | SVU (bullpup) SVDK (9,3 × 64 mm) SVDS (calcio pieghevole): canna da 590mm (SVDS-D) | SVD  | Unione Sovietica |

### Fuoco selettivo
| Arma                                                                     | Calibro                   | In servizio | Varianti | Foto                          | Paese                   |
| ------------------------------------------------------------------------ | ------------------------- | --- | --- | ----------------------------- | ----------------------- |
| AK-47 / AK                                                               | 7,62 × 39 mm              | 1949–oggi sostituito dall'AKM, si può ancora trovare nei depositi di armi | - AKS calcio pieghevole - AK(S)N slitta per visore notturno - Edizione 1949 castello stampato - Edizione 1951 castello fresato - Edizione 1954 variante con castello fresato alleggerito                        | AK-47                         | Unione Sovietica        |
| AKM AK-47 ammodernato                                                    | 7,62 × 39 mm              | 1959–oggi sostituito dall'AK-74, utilizzato ancora da forze di polizia e milizie | - S-04-M, A-55 prototipi - AKMS calcio pieghevole - AKM(S)N slitta per visore notturno - AKM(S)L spegnifiamma e slitta per visore notturno - RPK (mitragliatrice)                                               | AKM                           | Unione Sovietica        |
| AK-74                                                                    | 5,45 × 39 mm              | 1974–oggi; sostituito dall'AK-74M è ancora molto diffuso | - 40-P/720-P/A-017, A-3 prototipi - AKS 74 (calcio pieghevole) - AKS 74 - AK(S)-74N slitta per visore notturno - RPK 74 (mitragliatrice) - AKS-74U (carabina)                                                   | AK-74                         | Unione Sovietica        |
| AK-74M AK-74 ammodernato                                                 | 5,45 × 39 mm              | 1991–oggi ordinanza attuale | - A-60/61 (prototipi) - AK-105 (carabina) - RPK-74M (mitragliatrice) - AK-101 (5,56 × 45 mm) - AK-102 (carabina) - RPK-201 (mitragliatrice) - AK-103 (7,62 × 39 mm) - AK-104 (carabina) - RPKM (mitragliatrice) | AK-74M                        | Unione Sovietica Russia |
| AN-94 / Nikonov fucile d'assalto                                         | 5,45 × 39 mm              | 1997–oggi usato in tiratura limitata, troppo costoso per diventare fucile d'ordinanza generico | | AN-94                         | Russia                  |
| AM-17                                                                    | 5,45 × 39 mm              | 2017-L'AM-17 è scarsamente diffuso in FSB, FSO, e FSVNG RF | |                               | Russia                  |
| AK-12 / AK-15                                                            | 5,45 × 39 mm 7,62 × 39 mm | Entrata in servizio nel gennaio 2018 in una piccola quantità di ~50.000 unità. Una nuova revisione è stata rilasciata nell'agosto 2020. Tutti i nuovi fucili prodotti saranno della versione revisionata. Tutti i fucili della revisione precedente saranno aggiornati all'ultima revisione. Le modifiche includono un'impugnatura a pistola aggiornata, un calcio e molti altri cambiamenti. | | AK-12 5.45×39mm assault rifle | Russia                  |
| A-545 / A-762 AEK-971 ammodernati, noti anche come fucili d'assalto KORD | 5,45 × 39mm 7,62 × 39 mm  | Nel gennaio 2018 è stato annunciato che il fucile è stato adottato dall'esercito russo nei calibri 5,45×39 mm e 7,62×39 mm. I primi ordini per il fucile A-545 furono annunciati a metà del 2020. Si ritiene che questi ordini ammontino a circa 500 fucili d'assalto destinati alle unità Spetsnaz e ad alcune forze aviotrasportate.                                                        | | A-545 5.45×39mm assault rifle | Russia                  |
| AK-203                                                                   | 7,62 × 39 mm              | L'AK-203 è stato sviluppato negli anni 2010 dalla Kalašnikov Koncern. L'esercito indiano sta acquistando 670.000 fucili d'assalto AK-203 per sostituire gli INSAS, grazie a un contratto con la Russia. | |                               | Russia                  |

### Uso speciale
| Arma                                    | Calibro                         | In servizio    | Varianti                                                                               | Foto     | Paese            |
| --------------------------------------- | ------------------------------- | -------------- | -------------------------------------------------------------------------------------- | -------- | ---------------- |
| APS fucile subacqueo automatico         | 5,66 × 39 mm MPS                | 1975–oggi      |                                                                                        | APS      | Unione Sovietica |
| AS Val fucile automatico silenzioso     | 9 × 39 mm                       | anni 1980–oggi | VSS Vintorez (fucile di precisione)                                                    | AS Val   | Unione Sovietica |
| 9A-91 fucile d'assalto compatto         | 9 × 39 mm                       | 1993–oggi      | VSK-94 (fucile di precisione) A-9 (9 × 19 mm Parabellum) A-7.62 (7,62 × 25 mm Tokarev) | 9A-91    | Russia           |
| AK-9 carabina, munizionamento subsonico | 9 × 39 mm                       | anni 2000–oggi |                                                                                        | AK-9     | Russia           |
| ShAK-12 fucile d'assalto urbano         | 12,7 × 55 mm ASh-12.7           | 2010–oggi      |                                                                                        | Ash-12.7 | Russia           |
| ADS fucile d'assalto anfibio            | 5,45 × 39 mm / 5,45 × 39 mm PSP | 2013–oggi      | carabina A-91 (non-anfibio): 7,62 × 39 mm, 5,56 × 45 mm NATO                           | ADS      | Russia           |

### Fucili anti-materiale
| Arma                           | Calibro       | In servizio    | Varianti              | Foto   | Paese                   |
| ------------------------------ | ------------- | -------------- | --------------------- | ------ | ----------------------- |
| OSV-96 canna pieghevole (JPG). | 12,7 × 108 mm | anni 1990–oggi | V-94 (prima variante) | OSV-96 | Unione Sovietica Russia |
| KSVK / ASVK / 6S8 / ASV Kord   | 12,7 × 108 mm | anni 1990–oggi |                       | ASVK   | Russia                  |

## Mitragliatrici

### Mitragliatrici di squadra (SAW)
| Arma                                    | Calibro      | In servizio                                          | Varianti | Foto   | Paese            |
| --------------------------------------- | ------------ | ---------------------------------------------------- | --- | ------ | ---------------- |
| RPD / mitragliatrice                    | 7,62 × 39 mm | 1945–oggi ancora usata da forze speciali e milizie   | |        | Unione Sovietica |
| RPK /mitragliatrice leggera Kalashnikov | 7,62 × 39 mm | 1959–oggi ancora usata da forze di polizia e milizie | AKM (fucile d'assalto) S-108(-M), P-55 prototipi RPKS (calcio pieghevole) RPK(S)N slitta per visore notturno RPK(S)L spegnifiamma e slitta per visore notturno RPKM (ammodernata) RPK-203 (variante export) RPK-204 (7,62 × 51 mm NATO) |        | Unione Sovietica |
| RPK-74                                  | 5,45 × 39 mm | 1974–oggi versione attuale                           | AK-74 (fucile d'assalto) RPKS-74 (calcio pieghevole) RPK(S)-74N: slitta per visore notturno RPK-74M (ammodernata) RPK-201 (5,56 × 45 mm NATO)                                                                                           | RPK-74 | Unione Sovietica |
| RPK-16                                  | 7,62 × 39 mm | 2018–oggi                                            | [ 52 ] | RPK-16 | Russia           |

### Uso generale
| Arma                                | Calibro        | In servizio | Varianti | Foto | Paese            |
| ----------------------------------- | -------------- | ----------- | --- | ---- | ---------------- |
| PK mitragliatrice Kalashnikov       | 7,62 × 54 mm R | 1961–oggi   | PKM (ammodernata) PK(M)S (configurazione con treppiede) PK(M)B (configurazione APC) PKT(M) (variante carro) Pecheneg (SAW in calibro da fucile) | PK   | Unione Sovietica |
| Pecheneg mitragliatrice Kalashnikov | 7,62 × 54 mm R | 2001–oggi   | N simile al Pecheneg, ma dotato di una guida per il montaggio di mirini per la visione notturna. SP è una variante migliorata del PKP Pecheneg. Ha due versioni principali: una versione standard e una versione per le forze speciali. Per la sua costruzione viene ora utilizzato il titanio. È stato inoltre riferito che ora è dotata di una slitta Picatinny per il montaggio del mirino ottico unificato 1P89-3 e di altri mirini ottici, di un calcio telescopico pieghevole e, su richiesta delle forze armate russe, di un'impugnatura tattica aggiuntiva per agevolare il tiro. Secondo i produttori, durante il trasporto l'arma può essere ripiegata, rendendola più corta di 30 mm (3 cm) rispetto al normale fucile Kalashnikov. Utilizza una canna accorciata e un soppressore per un fuoco silenzioso e senza fiamme. La sua produzione in serie è iniziata nel febbraio 2017. Bullpup è una conversione bullpup del PKP Pecheneg sviluppata dallo stabilimento Degtyarev. | PKM  | Russia           |
| AEK-999                             | 7,62 × 54 mm R | 2008-oggi   | |      | Russia           |

### Pesanti
| Arma                                          | Calibro       | In servizio                                             | Varianti | Foto | Paese            |
| --------------------------------------------- | ------------- | ------------------------------------------------------- | --- | ---- | ---------------- |
| DShK 1938 / Degtyaryov-Shpagin grosso calibro | 12,7 × 108 mm | 1938–oggi                                               | DShKM (versione ammodernata) Type 54 (produzione cinese senza licenza) HMG PK-16 (variante pakistana)                     | DShK | Unione Sovietica |
| KPV / mitragliatrice Vladimirov               | 14,5 × 114 mm | 1949–oggi                                               | PKP (variante da fanteria; da non confondersi con la mitragliatrice Pecheneg) KPVT (veicolare) ZPU-1 / 2 / 4 (anti aeree) | KPV  | Unione Sovietica |
| NSV Utyos / Nikitin– Sokolov–Volkov           | 12,7 × 108 mm | 1971–oggi sostituita dalla Kord ma ancora molto diffusa | NSVT (veicolare) Utyos-M (binata navale)                                                                                  | NSV  | Unione Sovietica |
| Kord utilizzabile con bipiede                 | 12,7 × 108 mm | 1998–oggi                                               | | Kord | Russia           |

## Bombe a mano

### A frammentazione
| Arma                                   | Peso | In servizio                                         | Varianti | Foto  | Paese            |
| -------------------------------------- | ---- | --------------------------------------------------- | -------- | ----- | ---------------- |
| RGD-5 bomba offensiva a frammentazione | 310g | 1954–oggi sostituita dalla RGN ancora molto diffusa |          | RGD-5 | Unione Sovietica |
| RGO bomba difensiva a frammentazione   | 530g | anni 1990–oggi                                      |          | RGO   | Unione Sovietica |
| RGN bomba offensiva a frammentazione   | 290g | anni 1990–oggi                                      |          | RGN   | Unione Sovietica |

### Anticarro
| Arma                  | Peso    | In servizio                                                     | Varianti                                   | Foto  | Paese            |
| --------------------- | ------- | --------------------------------------------------------------- | ------------------------------------------ | ----- | ---------------- |
| RKG-3 carica sagomata | 1 070 g | 1950–oggi ancora nei depositi sostituita dal lanciarazzi RPG-18 | RKG-3Ye (170 mm RHA) RKG-3YeM (220 mm RHA) | RKG-3 | Unione Sovietica |

## Lanciagranate

### Autononomi
| Arma                                                             | Calibro                                  | In servizio         | Varianti | Foto  | Paese            |
| ---------------------------------------------------------------- | ---------------------------------------- | ------------------- | -------- | ----- | ---------------- |
| RGS-50                                                           | granata da 50 mm                         | 1989–oggi           | RGS-50M  |       | Unione Sovietica |
| RG-6 / 6G30                                                      | granata senza bossolo da 40 mm (VOG-25M) | 1994–oggi           |          | RG-6  | Russia           |
| RGM-40 versione autonoma Kastet del GP-30 con calcio telescopico | granata senza bossolo da 40 mm (VOG-25M) | fine anni 1990–oggi |          |       | Unione Sovietica |
| GM-94                                                            | granata da 43 mm (VGM-93)                | 2007–oggi           |          | GM-94 | Russia           |

### Accessori
| Arma                                           | Calibro | In servizio         | Varianti | Foto                         | Paese            |
| ---------------------------------------------- | --- | ------------------- | --- | ---------------------------- | ---------------- |
| Lanciagranate Kalashnikov (lanciatore a coppa) | usa speciali cartucce a salve per lanciare normali bombe a mano RGD-5, e lancia anche varie munizioni da ordine pubblico | metà anni 1950–oggi | | Kalashnikov Grenade Launcher | Unione Sovietica |
| GP-25 Kostyor                                  | granata senza bossolo da 40 mm (VOG-25M)                                                                                 | 1978–oggi           | BG-15 Mukha variante iniziale GP-30 Obuvka: edizione 1989. edizione 2000. GP-30M (JPG). URL consultato il 10 ottobre 2023 (archiviato dall'url originale il 14 novembre 2012). GP-30U Granat (si può installare su fucili stranieri) GP-34 (Гранатомет ГП-34 (Россия (СССР)) - характеристики, описание, фото и схемы) | AK-74M with GP-25            | Unione Sovietica |

### Lanciagranate automatici
| Arma                                           | Calibro                             | In service                                          | Varianti                                                                          | Foto          | Paese            |
| ---------------------------------------------- | ----------------------------------- | --------------------------------------------------- | --------------------------------------------------------------------------------- | ------------- | ---------------- |
| AGS-17 Plamya                                  | 30 mm VOG-17M / VOG-30 / GPD-30     | anni 1970–oggi sostituito da AGS-30 e AGS-40 Balkan | AGS-17M ammodernato AG-17M versione navale AG-17A (AP-30 Plamya-A) versione aereo | AGS-17        | Unione Sovietica |
| AGS-30 Atlant lanciagranate automatico leggero | 30 mm VOG-17M / VOG-30 / GPD-30     | 1995–oggi                                           | TKB-722(K) prototipo                                                              | AGS-30        | Russia           |
| AGS-40 Balkan lanciagranate automatico         | granate da 40 mm senza bossolo 7P39 | 2017–oggi                                           |                                                                                   | AGS-40 Balkan | Russia           |

## Lanciarazzi

### Uso generale
| Arma                                                          | Calibro | Penetrazione                                               | In servizio                                                  | Varianti | Foto                                                 |
| ------------------------------------------------------------- | --- | ---------------------------------------------------------- | ------------------------------------------------------------ | --- | ---------------------------------------------------- |
| RPG-7                                                         | Anticarro (AT) PG-7VL "Luch" 93 mm, 2,6 kg, 1977 Tandem AT PG-7VR "Rezyume" 105 mm, 4,5 kg, 1988 Termobarico TBG-7V "Tanin" 105 mm, 4,5 kg, 1988 Frammentazione OG-7V "Oskolok" 40 mm, 2,0 kg, 1998 Obsoleto (AT) PG-7V (85/2.2/61) PG-7VM (70/2.0/69) PG-7VS (72/2.0/72) | 260 mm (V) 300 mm (VM) 400 mm (VS) 500 mm (VL) 750 mm (VR) | 1961–oggi ancora molto diffuso sostituito da RPG-30 e RPG-32 | RPG-7D paracadutisti RPG-7N/DN visore notturno RPG-7V ottica migliorata RPG-7V1/D1 ottica aggiornata per PG-7VR e TBG-7V RPG-7V2/D2 ottica universale RPG-7D3 | RPG-7                                                |
| RPG-16                                                        | 58,3 mm HEAT | 300 mm (RHA)                                               | anni 1970–1990                                               | |                                                      |
| RPG-26 Aglen ("usa e getta")                                  | 72,5 mm | 440 mm                                                     | 1985–oggi                                                    | RShG-2 (JPG). (testata combinata (leggera)) | RPG-26                                               |
| RPG-27 Tavolga ("usa e getta") lanciarazzi medio AT           | 105 mm | 600 mm                                                     | 1989–oggi                                                    | RShG-1 (JPG). RMG | Immagini su altri siti: Гранатомет "РПГ-27 Таволга". |
| RPG-29 Vampir per tiri a 500–800 m viene montato su treppiede | 105 mm (AT, termobarico) | 750 mm                                                     | 1989–oggi                                                    | | RPG-29                                               |
| RPG-32 Hashim sviluppato in collaborazione con la Giordania   | 72,5 e 105 mm | 650 mm                                                     | 2008–oggi                                                    | |                                                      |
| RPG-28 Klyukva ("usa e getta") lanciarazzi AT pesante         | 125 mm | ~1000 mm                                                   | 2011–oggi                                                    | |                                                      |
| RPG-30 Kryuk ("usa e getta")                                  | 105 mm | 600 mm                                                     | 2012–oggi                                                    | |                                                      |

### Incendiari e termobarici
| Arma                                                                                    | Calibro | In servizio                                   | Varianti | Foto  |
| --------------------------------------------------------------------------------------- | ------- | --------------------------------------------- | --- | ----- |
| RPO Rys Lanciarazzi incendiario, sostituì il lanciafiamme nelle forze armate sovietiche | 122 mm  | fine anni 1970–oggi sostituito da RPO-A Shmel | | RPO   |
| RPO-A Shmel ("usa e getta")                                                             | 93 mm   | fine anni 1980–oggi sostituito da RPO-M       | RPO-A: termobarico RPO-Z: incendiario RPO-D: testata fumogena RPO-M: riutilizzabile 90 mm Bur: 62 mm riutilizzabile | RPO-A |
| MRO-A ("usa e getta")                                                                   | 72,5 mm | 2002–oggi                                     | MRO-A: termobarico MRO-Z: incendiario MRO-D: testata fumogena                                                       | MRO   |
| Varna (lanciarazzi incendiario)                                                         |         | 2005–oggi                                     | |       |

### Uso speciale
| Arma                                                                        | Calibro                                               | In servizio                            | Varianti                                             | Foto                    |
| --------------------------------------------------------------------------- | ----------------------------------------------------- | -------------------------------------- | ---------------------------------------------------- | ----------------------- |
| Grad-P sistema portatile leggero variante portatile "a mano" del BM-21 Grad | 122 mm 9M22M mira / portata massima 10.800 / 15.000 m | anni 1960–oggi                         |                                                      | Grad-P                  |
| DP-61 Duel                                                                  | cariche di profondità 55 mm                           | fine anni 1970–oggi integrato da DP-64 | MRG-1 Ogonyok: variante statica con 7 tubi di lancio | Immagini su altri siti: |
| DP-64                                                                       | cariche di profondità 45 mm                           | 1990–oggi                              |                                                      |                         |

## Armi senza rinculo
| Arma        | Calibro | In servizio | Varianti                                                                            | Foto  |
| ----------- | ------- | ----------- | ----------------------------------------------------------------------------------- | ----- |
| SPG-9 Kopyo | 73 mm   | 1962–oggi   | SPG-9D variante paracadutisti SPG-9(D)M ammodernato SPG-9(M)N/D(M)N visore notturno | SPG-9 |

## Mortai
| Arma                         | Calibro | In servizio                                           | Varianti     | Foto |
| ---------------------------- | ------- | ----------------------------------------------------- | ------------ | ---- |
| 82-BM-37 M37 M1937 PM37      | 82 mm   | 1936–oggi sostituito dal Podnos, ancora molto diffuso | M37M M41 M43 |      |
| 2B14 Podnos                  | 82 mm   | anni 1980–oggi                                        |              |      |
| 2B25 Gall mortaio silenziato | 82 mm   | 2011–oggi                                             |              |      |

## Armi guidate anticarro
| Arma                                                           | Missile                                        | Raggio d'azione          | In servizio | Varianti                                                                                | Foto |
| -------------------------------------------------------------- | ---------------------------------------------- | ------------------------ | ----------- | --------------------------------------------------------------------------------------- | --- |
| 9K111 Fagot / AT-4 Spigot                                      | 9M111                                          | 2.000 m                  | 1970–oggi   | 9M111M                                                                                  | 9K113 Konkurs missile system (launcher and missile) and a 9M111M Faktoriya missile in launch tube (standing) |
| 9M113 Konkurs / AT-5 Spandrel                                  | 9M113                                          | 4.000 m                  | 1974–oggi   | 9M113M                                                                                  | |
| 9K115-2 Metis-M / AT-13 Saxhorn-2                              | 9M131                                          | 1.000 m/ 2.000 m         | 1992–oggi   | Metis-M / Metis-M1 HEAT testata tandem, penetrazione della corazza oltre ERA 900–950 mm | |
| 9K135 Kornet / AT-14 Spriggan sostituì 9M113 Konkurs           | 9M133-1 9M133F-1 — 9M133M-2 9M133FM-2 9M133FMX | 5.500 m — 8.000–10.000 m | 1998–oggi   | Kornet-E (esportazione) Kornet-D / EM                                                   | Kornet |
| 9K11-2 Malyutka-2 / AT-3D Sagger D Malyutka (1999) ammodernato | 9M14-2 9M14-2M 9M14-2P 9M14-2F                 | 3.000 m — min. 400 m     | 1999–oggi   | Malyutka-2M                                                                             | |

## Sistemi di difesa aerea spalleggiabili
| Arma                                            | Raggio d'azione | Altitudine | In servizio | Varianti | Foto        |
| ----------------------------------------------- | --------------- | ---------- | ----------- | --- | ----------- |
| Igla / SA-18 Grouse sostituito da Igla-S        | 5.200 m         | 3.500 m    | 1981–oggi   | Igla-1 (prima variante; denominazione convenzionale NATO: SA-16 Gimlet) Igla-D (variante paracadutisti) Dzhigit (variante statica a due canne) | Igla        |
| Igla-S / SA-24 Grinch sostituito da 9K333 Verba | 6.000 m         | 3.500 m    | 2004–oggi   | | Igla-S      |
| 9K333 Verba                                     | 8.000 m         | 4.500 m    | 2014–oggi   | | 9K333 Verba |